# Santiago Laxopa
Santiago Laxopa là một đô thị thuộc bang Oaxaca, México. Năm 2005, dân số của đô thị này là 1282 người.